# Larsmo kyrka
Larsmo kyrka tillsammans med den närliggande prästgården Marieholm och den gamla gårdsgruppen på Kvarnbacken utgör en unik kulturmiljö. 
På Kvarnbacken har Larsmo kommun rustat upp ett gammalt stenfähus. Fagernäs byaråd förvaltar stenfähuset och sommartid används utrymmet för sammankomster och utställningar, däribland en liten årlig jazzfestival kallad "Föusjazz" ("Föus" = ladugård på den lokala dialekten). Byarådet har även med ekonomisk hjälp från Larsmo kommun renoverat ett äldre hus, Framstu byagård.
Kyrkan är hemkyrka för Larsmo församling.

## Kyrkobyggnaden
Träkyrkan är ritad av arkitekt Jacob Rijf och invigd 1787. Kyrkan är byggd som ett kors med kvadratiska korsarmar och ett klocktorn i mitten. I kyrkorummet ryms omkring 650 personer.

## Inventarier
- I kyrkorummets nordöstra hörn finns en predikstol tillverkad av Jacob Rijf.
- I taket hänger fem ljuskronor som är anskaffade 1820.
- I tornet hänger två kyrkklockor. Storklockan väger 631 kg och lillklockan 342 kg.